# Función lagunar

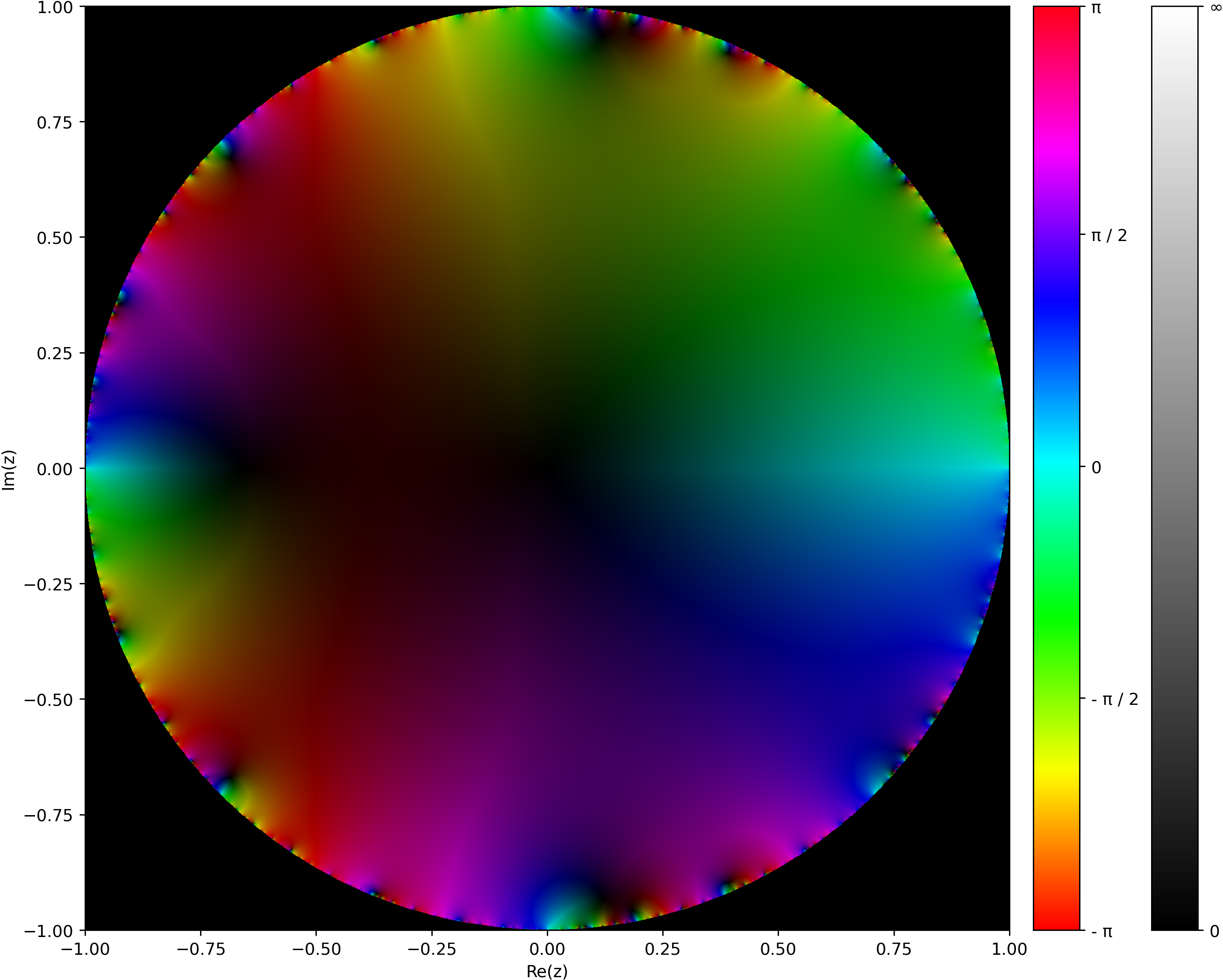
Se muestra una función lacunar para sus primeros 128 términos.

En análisis complejo, una función lagunar o lacunar, también llamada serie lagunar es una función analítica que no puede extenderse analíticamente a ninguna región fuera del radio de convergencia en que está definida una serie de potencias que la representa. El término lagunar deriva del latín lacūnāris de lacūna 'laguna, vacío, hueco'.
Los primeros ejemplos conocidos de funciones lagunares eran series de Taylor con gran espaciado o lacunae, entre los coeficientes no nulos de sus expansiones. Más recientemente se han construido funciones lagunres a partir de series de Fourier con espaciados similares entre términos con coeficientes no nulos. Existe una cierta ambigüedad en el uso moderno de serie lagunar, que también se usa para referirse a una serie de Taylor o de Fourier con ciertas propiedades notables, que no necesariamente las convierte en series lagunares en el otro sentido.

## Un ejemplo simple
Considérese la función lagunar definida por una simple serie de potencias:

{\displaystyle f(z)=\sum _{n=0}^{\infty }z^{2^{n}}=z+z^{2}+z^{4}+z^{8}+\cdots \,}

La serie de potencias converge uniformemente para cualquier dominio abierto contenido en |z| < 1. Esto puede demostrarse comparando f con la serie geométrica, que es absolutamente convergente cuando |z| < 1. Por lo que f es analítica en el disco unidad. Sin embargo, f tiene una singularidad en cualquier punto del círculo unidad, y no puede ser extendida analíticamente fuera del disco unidad, como demuestra el siguiente argumento:
Claramente  f tiene una singularidad en z = 1, ya que

{\displaystyle f(1)=1+1+1+\cdots \,}

es una serie divergente. Pero puesto que:

{\displaystyle f(z^{2})=f(z)-z,\qquad f(z^{4})=f(z^{2})-z^{2},\qquad f(z^{8})=f(z^{4})-z^{4}\cdots \,}

puede verse que f tiene una singularidad en cualquier punto z cuando z2 = 1 (es decir, cuando z = ±1), y también cuando  z4 = 1 (es decir, cuando z = ±1 o cuando z = ±i). Por inducción, f debe tener una singularidad en cualquier raíz de la unidad 2n-ésima. El conjunto de tales puntos es denso en el círculo unidad, y por tanto cualquier punto sobre el círculo debe ser una singularidad de f.